# Rhamphomyia minutiforceps
Rhamphomyia minutiforceps är en tvåvingeart som beskrevs av Bartak och Kubik 2008. Rhamphomyia minutiforceps ingår i släktet Rhamphomyia och familjen dansflugor. Inga underarter finns listade i Catalogue of Life.